# Saki Takaoka
Pour les articles homonymes, voir Takaoka.
Saki Takaoka (高岡早紀, Takaoka Saki, née le 3 décembre 1972 à Fujisawa, Kanagawa, Japon), de son vrai nom Sakiko Takaoka (高岡佐紀子, Takaoka Sakiko), est une actrice japonaise.

## Biographie
Elle débute en 1988 en tant que chanteuse et idole japonaise, sortant une douzaine de disques jusqu'en 1991. Elle tourne dans de nombreux films et drama depuis 1989. Cette année-là, elle double la voix d'Eve dans le troisième épisode OAV de la série anime Megazone 23.

## Discographie

### Albums
Studio
- 1988 : Sabrina
- 1990 : Rakuen no Shizuku (楽園の雫)
- 1990 : Romancero
- 1991 : S'Wonderful
- 2014 : Sings - Bedtime stories

Compilations
- 1991 : Mon Cher
- 1995 : Le Fetiche

### Singles
- 1988 : Mayonaka no Sabrina (真夜中のサブリナ)
- 1988 : Nemureme Mori no Bishôjo (眠れぬ森の美女)
- 1989 : Kanashimi yo Konnichiwa (悲しみよこんにちは)
- 1989 : Bara to Dokuyaku (薔薇と毒薬
- 1990 : Furi Furi Tengoku (フリフリ天国)
- 1990 : Cezanne Bijôtsukan (セザンヌ美術館)
- 1991 : Ni-ya-oo

## Filmographie

### Films
- 1989 : CF Girl : Kumiko
- 1990 : Bataashi kingyo : Sonoko
- 1992 : ThHashi no nai Kawa : Nanae Minemura
- 1994 : Chushingura gaiden yotsuya kaidan : Oiwa
- 1998 : Young Thugs: Nostalgia (Kishiwada shonen gurentai: Bokyo) : Miss Ito
- 2000 : Kyoko : Kyoko
- 2004 : Tales of Terror / Kaidan Shin Mimibukuro: gekijo-ban (segment "Tebukuro")
- 2005 : Female (segment "Yoru no shitasaki")
- 2005 : Koi wa go-shichi-go! : Yoko-sensei
- 2005 : Nureta akai ito : Kazumi
- 2005 : Nezu no ban
- 2005 : Yokubo : Asao Hakamada
- 2006 : Kana shiki tenshi
- 2006 : Nagai sanpo : mère de Sachi
- 2007 : Like a Dragon (Ryu ga gotoku: gekijo-ban) : Yumi Sawamura
- 2007 : Koi suru nichiyobi watashi. Koishita
- 2008 : Memo
- 2008 : Kotoba no Nai Fuyu
- 2008 : Jirocho sangokushi
- 2009 : Kafu wo Machiwabite (2009)
- 2009 : The Harimaya Bridge
- 2023 : In Love and Deep Water : Misaki Kuruma

### Drama
- 1999 : Genroku Ryoran
- 2001 : Ikiru tame no Jonetsu toshite no satsujin
- 2002 : Hito ni Yasashiku - Episode 6
- 2003 : 14 Getsu Tsuma ga Kodomo ni Kaette Iku
- 2004 : Kanojo ga Shinjyatta Episode 2
- 2004 : Aibou Saison 3
- 2005 : Ooku -War of the Belles
- 2006 : Keijiro engawa nikki 3
- 2006 : Primadam
- 2007 : Katagoshi no Koibito
- 2009 : Jin

### Téléfilms
- 2001 : Akarui ho e akarui ho e (Prologue)
- 2002 : Akarui ho e akarui ho e
- 2005 : Ooku -War of the Belles
- 2006 : Fushin no toki
- 2007 : Ai no Rukeichi
- 2008 : Yukinojo Henge
- 2008 : Kacho shima kosaku 2: Hong Kong
- 2008 : Kori no Hana
- 2009 : Nene

## Videos
- 1989 : Good News Takaoka Saki 1989 Mayonaka no Ballerine (Good News 高岡早紀 1989真夜中のバレリーナ)
- 1990 : Cezanne Bijoutsukan (セザンヌ美術館)
- 1991 : Barairo no Kan (バラ色の館)
- 1991 : S'Wonderful
- 1991 : Saki In The Box (早紀・イン・ザ・ボックス -Saki in the Box-)
- 1992 : Stop Motion (ストップ・モーション)
- 1992 : Personal File Since 1988
- 1992 : Yuuwaku Body (誘惑ボディ)
- 2006 : Shogakukan Visual Mook digi + KISHIN Takaoka Saki (小学館ビジュアル・ムック digi+KISHIN 高岡早紀)

## Photobooks
- 1989 : Pirouette En Dehors
- 1990 : Romance Zero (ロマンセロ)
- 1991 : half moon
- 1991 : Private dreams
- 1991 : Stop Motion (ストップモーション)
- 1992 : WAOOOO!!
- 1996 : one、two、three
- 1996 : Accidents Series 11
- 2006 : TIME DIFFERENCE